# 中國互聯網絡信息中心

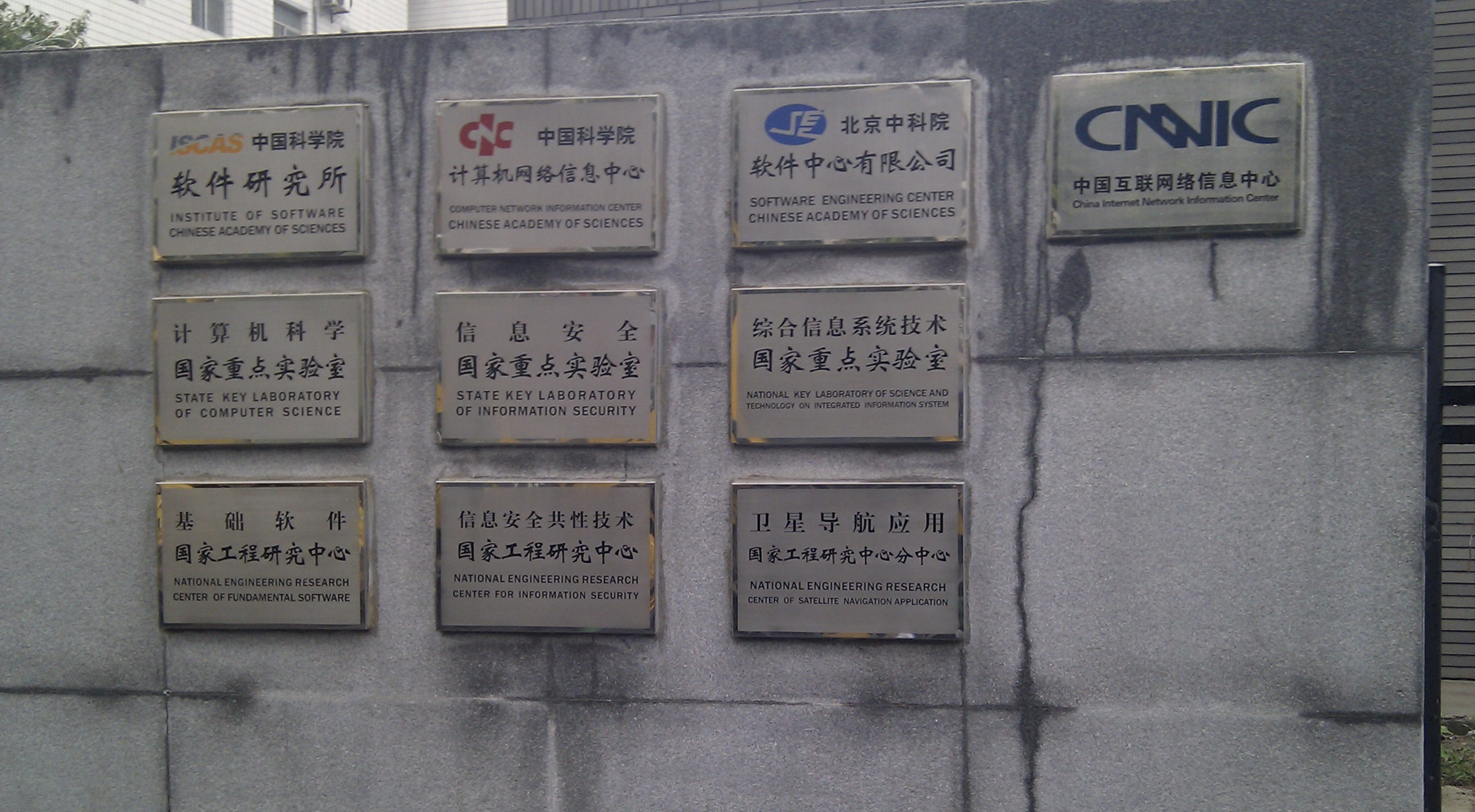
CNNIC招牌

中国互联网络信息中心（英語：China Internet Network Information Center，缩写为），是经中华人民共和国国务院主管部门批准，于1997年6月3日成立的互联网管理和服务机构。中国互联网络信息中心成立伊始，由中国科学院主管、中国科学院计算机网络信息中心（CNIC）实际运行；2014年末，改由中央网络安全和信息化委员会办公室（国家互联网信息办公室）主管；2019年，改由工业和信息化部主管。現總部位於北京市中关村南四街4号中国科学院软件园1号楼。
在很多场合，中国互联网络信息中心都代表中华人民共和国政府行使相应的职权。

## 職責
- 擔當「國家級的互聯網絡信息中心」之職
- 作為中國的頂級域名.cn和中文域名注冊管理機構
- 運行、管理域名系統，維護域名數據庫
- 監督、管理域名注冊服務機構的域名注冊服務
- 代表中國大陸各互聯網絡單位，與世界上其他網際網路資訊中心，作業務聯繫

## 服务
- .cn和中文域名注冊

## 工作
- 發佈《中國互聯網絡發展狀況統計報告》
- 規范域名注冊服務

## 運行及管理
- 它的運行和管理工作，由中央网络安全和信息化委员会办公室（国家互联网信息办公室）承擔。
- 它在業務和行政上受中华人民共和国工业和信息化部領導。

## 產品
- 中文上網官方版軟件

## 爭議
- CNNIC製作的上网辅助软件「中文上網官方版軟件」，曾引起广泛争议。该软件因其强制安装和无法彻底卸载，一度被北京市网络行业协会列入10款流氓軟件名单并勒令整改。[3]為此，CNNIC起訴把它列為流氓軟件的殺毒軟件製作者。[4][5]
- 有殺毒軟件製作者批評CNNIC，打着官方的旗号，混淆該軟件與中文域名之區別，令公眾誤以為國家發展中文域名，就等於支持該軟件。[4]
- 2008年，CNNIC收回被搶注的奧運冠軍域名，被回收者表示不服。[6]
- 2009年12月9日，CNNIC被中国中央电视台《焦点访谈》曝光对.cn域名管理不善，致使色情网站可以轻而易举地更换域名。[7]12月11日晚，CNNIC发出公告[8]，公告暗指从2009年12月14日9时起，禁止个人注册CN域名。[9]2010年1月底，CNNIC要求所有cn域名提交个人身份证复印件，由于没有出台适当的隐私保护条例，遭cn域名持有者抵制，不得已将个人身份证信息提交的最后的期限推迟到3月15日。但是提交信息的并不多。

### 根證書安全性質疑
2009年，中國互聯網絡信息中心（CNNIC）的一名員工向Mozilla申請要求将CNNIC加入Mozilla的根證書列表，並且得到了批准。後來微軟也把CNNIC加到了Windows的根證書列表裏。
2015年，因CNNIC发行的一个中级CA被发现发行了Google域名的假证书，许多用户选择不信任CNNIC颁发的数字证书。并引起对CNNIC滥用证书颁发权力的担忧。
2015年4月2日，Google宣布不再承认CNNIC所颁发的电子证书。4月4日，继Google之后，Mozilla和微软也宣布不再承认CNNIC所颁发的电子证书。2016年8月，CNNIC官方网站已放弃使用自行发行的根证书签发的站点证书，改用由DigiCert颁发的证书。